# James Sinclair
James Sinclair (13 de octubre de 1913 - 26 de febrero de 1968) fue un taxónomo botánico británico. Realizó extensas expediciones botánicas en Singapur.

## Algunas publicaciones
- james Sinclair. 2010. A History and Description of the Different Varieties of the Pansey, Or Heartsease, Now in Cultivation in the British Gardens: Illustrated. Edición reimpresa de BiblioBazaar, 162 pp. ISBN 114476176X

- ----------------------. 1974. The genus Horsfeldia (Myristicaceae) in and outside Malesia I: H. sabulosa and H. whitmorei J. Sinclair spp. nov. Vol. 27, Parte 1 de Gardens' bulletin, Singapore. Editor Gov. Print. Office, 9 pp.

## Honores

### Epónimos
Especies
- (Clusiaceae) Mammea sinclairii Kosterm.[2]

- (Myristicaceae) Horsfieldia sinclairii W.J.de Wilde[3]

- La abreviatura «J.Sinclair» se emplea para indicar a James Sinclair como autoridad en la descripción y clasificación científica de los vegetales.[4]